# Wohnhaus Kirchstraße 3
Das Wohnhaus Kirchstraße 3 in Colnrade, Samtgemeinde Harpstedt, stammt von 1811.
Das Gebäude steht unter Denkmalschutz (Siehe auch Liste der Baudenkmale in Colnrade).

## Geschichte
Das eingeschossige giebelständige Fachwerkhaus in Wandständerkonstruktion mit Steinausfachungen, Satteldach und rechter Auslucht mit Dreiecksgiebel wurde 1811 gebaut.